# 李若潼
若潼（英語：Tanya或Ruo Tong），日语：，1998年9月27日—），本名李若潼（英語：Li Ruo-Tong)，台灣嘉義出生，畢業於崇右影藝科技大學，2024升為Rakuten Girls副隊長。

## 生平
若潼從小是由爺爺、奶奶帶大，媽媽是購物專家玉雙，個性獨立的她為了追求自己的表演夢，一路參與許多商業廣告的演出。若潼高一就跟家人爭取從嘉義轉學到台北，就讀表演藝術相關科系。。
在表演藝術的路上，若潼曾經擁有一年完整的藝能界「練習生」資歷，2017年開始接受韓國經紀團隊的專業培訓，提升自己全面的表演技巧與經驗，曾與目前同為LamiGirls和Rakuten Girls成員的Yuri一起擔任練習生。
若潼坦承，以前跟棒球完全沒有接觸也不了解，陪Yuri與球隊面談時被邀請加入團隊，終於在2019年加入LamiGirls。
2022年4月28日，球團於Rakuten Girls官方網站宣布確診新冠肺炎。
2024年9月，若潼憑藉其優秀的舞台表現與人氣，晉升為Rakuten Girls的副隊長。同年，打破過去樂天女孩無法同時參與棒球和籃球應援的限制，正式加盟P. LEAGUE+桃園領航猿啦啦隊，成為第一位同時在兩大職業體育聯賽（中華職棒和PLG）擔任啦啦隊成員的藝人。

## 啦啦隊經歷

### 棒球之啦啦隊
| 年份       | 隊伍名稱      | 備註                     |
| 2019－2020 | LamiGirls     | 中華職棒Lamigo桃猿啦啦隊 |
| 2020－至今 | Rakuten Girls | 中華職棒樂天桃猿啦啦隊   |

### 籃球之啦啦隊
| 年份       | 隊伍名稱         | 備註                 |
| 2024－2025 | 桃園領航猿啦啦隊 | 桃園領航猿專屬啦啦隊 |

## 演出作品

### MV
| 年份         | 名稱                                                                               | 備註                                      |
| 2020         | 玖壹壹《LOCAL》                                                                    | 舞者 與Peggy、白白、Rakuten Girls共同出演 |
| 2022年4月9日 | 滅火器 X 樂天桃猿 Rakuten Monkeys《. [2022-09-17]. （原始内容存档于2022-09-22）.》 | 與Rakuten Girls、滅火器樂團共同演出       |
| 2023年7月    | 草爺《按部就班》                                                                   | 與錢小豪共同演出                          |

## 音樂作品
| 年份           | 歌名                                              | 備註                                         |
| 2019年8月6日   | 《. [2022-01-19]. （原始内容存档于2022-06-09）.》 | 與LamiGirls共同演出                          |
| 2019年8月19日  | 《. [2022-07-02]. （原始内容存档于2022-07-02）.》 | 與LamiGirls共同演出                          |
| 2020年7月27日  | 《. [2022-01-19]. （原始内容存档于2022-06-10）.》 | 第一首個人單曲                               |
| 2020年6月1日   | 《. [2022-01-19]. （原始内容存档于2022-06-15）.》 | 與心璇共同Cover                              |
| 2020年9月22日  | 《. [2022-01-19]. （原始内容存档于2022-06-09）.》 | 與Rakuten Girls共同演出                      |
| 2020年12月25日 | 《. [2022-01-19]. （原始内容存档于2022-06-15）.》 | Cover                                        |
| 2021年3月24日  | 《. [2022-01-19]. （原始内容存档于2022-06-09）.》 | 與孟潔、梁家榮、詹智堯、張喜凱、阿誠共同演出 |
| 2021年3月27日  | 《. [2022-01-19]. （原始内容存档于2022-06-15）.》 | Cover                                        |
| 2021年6月15日  | 《. [2022-07-02]. （原始内容存档于2022-07-02）.》 | 與陳伊、沐妍、小帆共同演出                   |
| 2021年9月10日  | 《. [2022-01-19]. （原始内容存档于2022-06-10）.》 | 與Rakuten Girls共同演出                      |
| 2021年9月17日  | 《. [2022-07-02]. （原始内容存档于2022-07-02）.》 | 與菲菲共同演出                               |
| 2021年9月18日  | 《. [2022-01-19]. （原始内容存档于2022-06-09）.》 | Cover                                        |
| 2022年10月7日  | 《. [2022-10-07]. （原始内容存档于2022-10-07）.》 | 與Rakuten Girls共同演出                      |
| 2023年10月7日  | 《. [2023-10-07]. （原始内容存档于2023-10-16）.》 | 與Rakuten Girls共同演出                      |
| 2024年9月28日  | 《I'm The One》                                   | 與Rakuten Girls(白隊)共同演出                |

#### EP
| 專輯名稱 | 發行日期 | 曲目                |
| -------- | -------- | ------------------- |
| 漂亮     | 2025年   | 1. 漂亮 2. 潼心未泯 |

## 出版物

### 寫真
| 名稱         | 備註                   |
| 《天菜潼潼》 | 2022年樂天女孩寫真桌曆 |
| 《記憶糖》   | 2023年樂天女孩寫真桌曆 |

## 備註
1. ↑  經紀公司介紹練習生網頁
2. ↑  .   [2020-09-11]. （原始内容存档于2021-10-22）.

## 外部連結
- 李若潼Tanya的Facebook專頁
- Tanya 若潼❤️的Instagram帳戶
- 李若潼的X（前Twitter）
- YouTube上的李若潼頻道